# Järnöverskott
Järnöverskott (latin haemosideros) är ett medicinskt tillstånd där kroppen har lagrat upp för stora järndepåer. Detta är skadligt för olika organ. Tillståndet kallas även för järninlagring och kan i sällsynta fall vara ett livshotande tillstånd. Järnöverskott kan bland annat orsakas av blodsjukdomar och blodcancersjukdomar. Järn är ett ämne som förekommer naturligt i kroppens celler, men är samtidigt ett gift. En alltför hög järnnivå kan leda till dödsfall utan behandling, då det resulterar i en kronisk järnförgiftning.
Symptom på järnöverskott är trötthet, illamående, kräkningar och magsmärtor. Om detta sjukdomstillstånd inte behandlas kan det leda till att hjärta, lever, bukspottkörtel och leder skadas. Ett järnöverskott kan behöva avlägsnas genom en serie blodtappningar samt läkemedelsbehandling som för ut järnöverskottet genom avföringen eller urinen.

## Klassifikation

### Primärt järnöverskott
Har genetiska orsaker, den dominerande formen är hemokromatos.

### Sekundärt järnöverskott
Uppkommer som en följd av överdoser med järntabletter, andra tillstånd, sjukdomar, miljöfaktorer, livsstil, kost m.m. Ett exempel är järnöverskott orsakat av upprepade blodtransfusioner.